# Trachelas joopili
Trachelas joopili là một loài nhện trong họ Trachelidae.
Loài này thuộc chi Trachelas. Trachelas joopili được miêu tả năm 2008 bởi Joo-Pil Kim & Lee.